# Фельбер, Ханс-Густав
Ханс-Густав Фельбер (нем. Hans-Gustav Felber; 8 июля 1889 — 8 марта 1962, Франкфурт-на-Майне) — германский военачальник, генерал пехоты (1940), участник Первой и Второй мировых войн. Кавалер Рыцарского креста Железного креста (1941).

## Биография
Поступил на службу в прусскую армию общегерманских войск в 1908 году кадетом. В 1909 году после посещения военной школы в Потсдаме получил звание лейтенанта. 
Участвовал в Первой мировой войне, 27 января 1915 года получил звание обер-лейтенанта, 27 января 1917 года — капитана. Награжден Железным крестом обоих классов. 
После поражения присоединился к гессенскому фрайкорпусу, затем служил в рейхсвере. С 1928 года — майор, с 1932 года — подполковник, с 1934 года — полковник. 1 июля 1935 года назначен начальником штаба нового III армейского корпуса, 1 октября 1937 года получил звание генерал-майора. 1 апреля 1938 года назначен начальником 3-й группы Генерального штаба. 
Во время мобилизации в 1939 году назначен начальником штаба 8-й армии, в этом качестве принял участие в Польской кампании (1939) в начале Второй мировой войны. 1 октября 1939 года получил звание генерал-лейтенанта. Когда в октябре 1939 года его армия была переименована, назначен начальником штаба 2-й армии, в феврале 1940 года назначен начальником штаба группы армий «С», участвовал во Французской кампании. 1 августа 1940 года получил звание генерала пехоты. 
25 октября 1940 года назначен командующим XIII армейским корпусом, в составе 4-й, затем 2-й армии группы армий «Центр» участвовал в войне против СССР. Сражался в Белостокско-Минском и Смоленском сражениях, отличился в сражении за Гомель. 17 сентября 1941 года награжден Рыцарским крестом Железного креста. С октября 1941 года участвовал в наступлении на Москву.
14 января 1942 года отстранён от командования и переведен в резерв фюрера. 1 апреля 1942 года назначен командующим XXXXV командованием на Западе, участвовал в операции по оккупации юга Франции. В конце мая 1942 года его командование было переформировано в LXXXIII армейский корпус (известен также как группа армий «Фельбер»). 
15 августа 1943 года назначен командующим войсками на Юго-Востоке (со штабом в Белграде), с сентября 1944 года — командующий армейской группой «Сербия» (Armeeabteilung Serbien). 
После роспуска армейской группы «Сербия» 27 октября 1944 года назначен командующим в Вогезах (корпусной группой Фельбера). В начале 1945 года его штаб был переименован в XIII армейский корпус (второго формирования). В конце февраля 1945 года назначен командующим 7-й армией во Франции, но уже через месяц сдал командование и переведен в резерв. 
8 мая 1945 года взят в плен армией США. Освобождён 8 мая 1948 года.